# Frank McKlusky, C.I.
Frank McKlusky, C.I. è un film statunitense del 2002 diretto da Arlene Sanford.